# 吉丰伊什
吉丰伊什是葡萄牙波尔图区的一个堂区。总面积3.53平方公里，总人口9686人，人口密度2743.9人/平方公里。